# Caminho Novo
Caminho Novo (« nouveau chemin ») est une localité de Sao Tomé-et-Principe située au nord-est de l'île de São Tomé, dans le district de Mé-Zóchi.

## Population
Lors du recensement de 2012, 1 256 habitants y ont été dénombrés.